# Uwe-Seeler-Fußball-Park

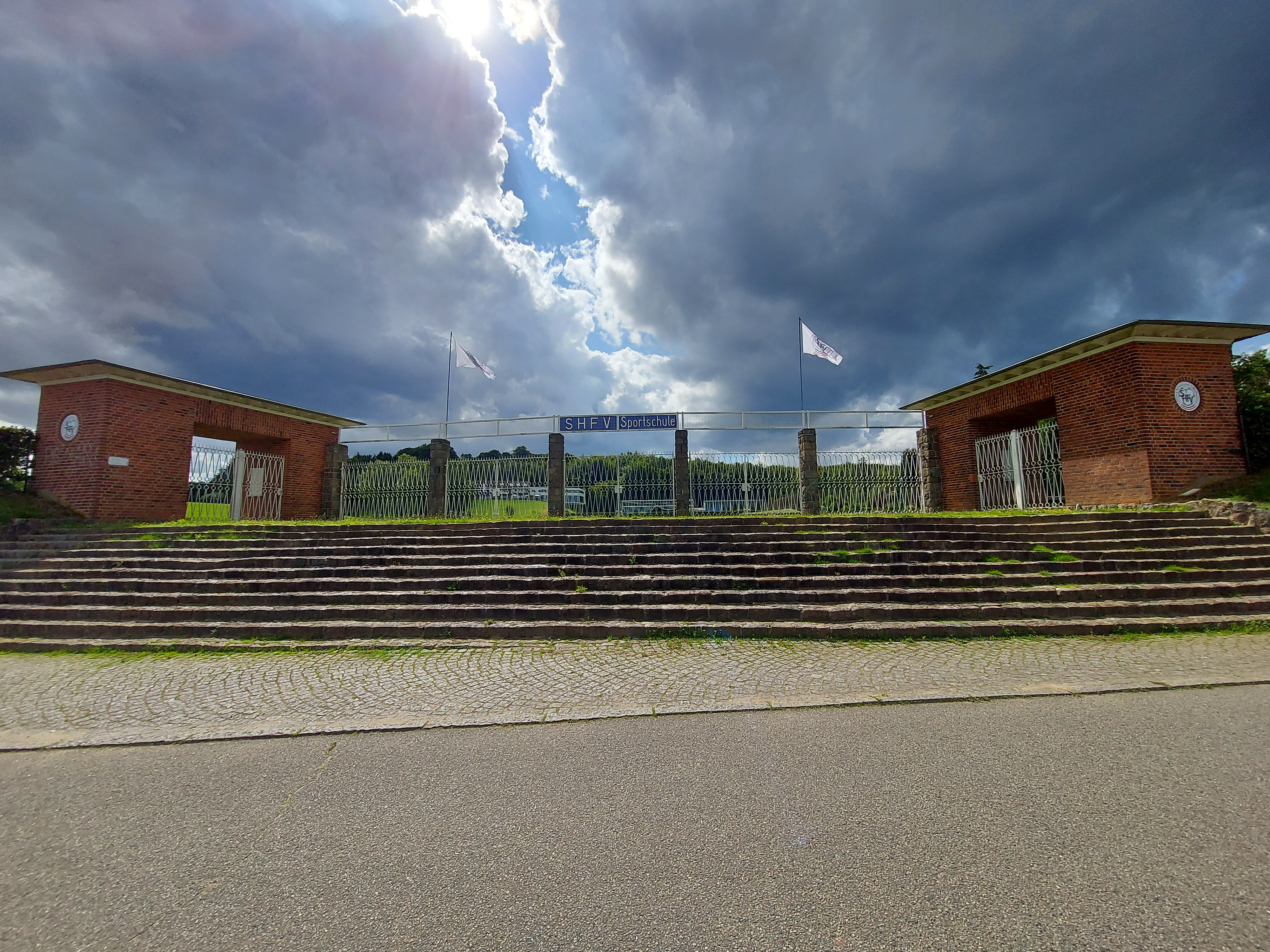
Eingang zum Uwe-Seeler-Fußball-Park

Der Uwe-Seeler-Fußball-Park (bis 2013 Verbandssportschule Malente, vereinfacht auch Sportschule Malente) ist die „zentrale Bildungsstätte des Schleswig-Holsteinischen Fußballverbandes“. Sie ist in Bad Malente beheimatet und liegt inmitten der Holsteinischen Schweiz rund 50 Kilometer nördlich von Lübeck und rund 40 Kilometer südöstlich von Kiel entfernt. Benannt ist die Anlage nach Uwe Seeler.

## Geschichte
Die Verbandssportschule Malente wurde 1952 eröffnet. Die Planungen und möglicherweise auch der Baubeginn reichen bereits in die 1940er Jahre zurück. Mit Beginn der 1970er Jahre folgten in jedem Jahrzehnt verschiedene Ausbaustufen, darunter die Aufstockung des Haupttrakts 1973, die Modernisierung des Küchentrakts 1989 und die Erweiterung der Sporthalle in den Jahren 2004/2005. 2011/2012 wurde die Verbandssportschule Malente komplett saniert, ein Jahr später erfolgte die Umbenennung zum Uwe-Seeler-Fußball-Park. Heute verfügt die Sportschule über rund vierzig Zimmer.
In Malente bereitete sich die deutsche Fußballnationalmannschaft immer wieder auf Weltmeisterschaften vor, u. a. auch im Jahr des Titelgewinns 1990. Ob der Begriff vom „Geist von Malente“ aus dieser Zeit stammt oder der Weltmeistermannschaft von 1974 zugeschrieben werden kann, die während des Turniers in der Verbandssportschule „einkaserniert“ war, ist umstritten.
Vor den Toren der Sportschule steht ein Stein mit der Inschrift „Hier werden Weltmeister gemacht“. Die Nationalmannschaft war aber auch vor Turnieren in Malente einquartiert, die weniger erfolgreich waren, darunter 1978 und 1994.

## Sportschule
Die Zimmer entsprechen einem Drei-Sterne-Niveau, was für die Spieler der Fußballnationalmannschaft heute nicht mehr als ausreichend betrachtet wird. Während der Fußball-Weltmeisterschaft 2006 residierte keine Nation in Bad Malente, da die Mindestanforderungen nicht erfüllt werden konnten.
Neben Trainingslagern wird die Sportschule insbesondere für Trainerfortbildungen genutzt. Darüber hinaus spielt sie im Rahmen der Talentförderung eine wichtige Rolle.

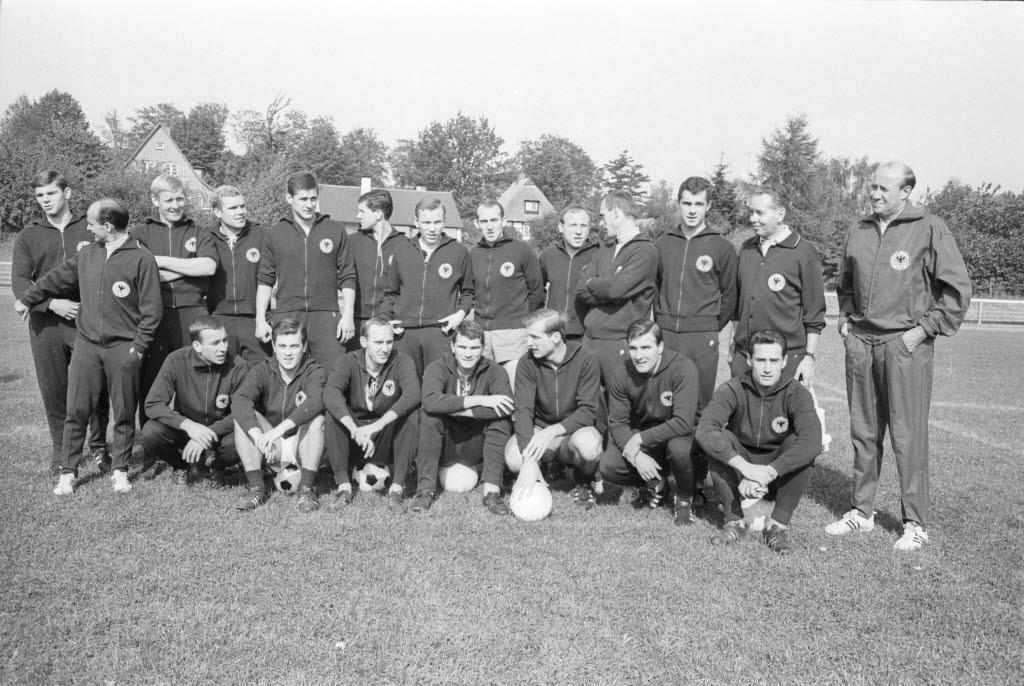
Trainingslager der deutschen Fußballnationalmannschaft, September 1965
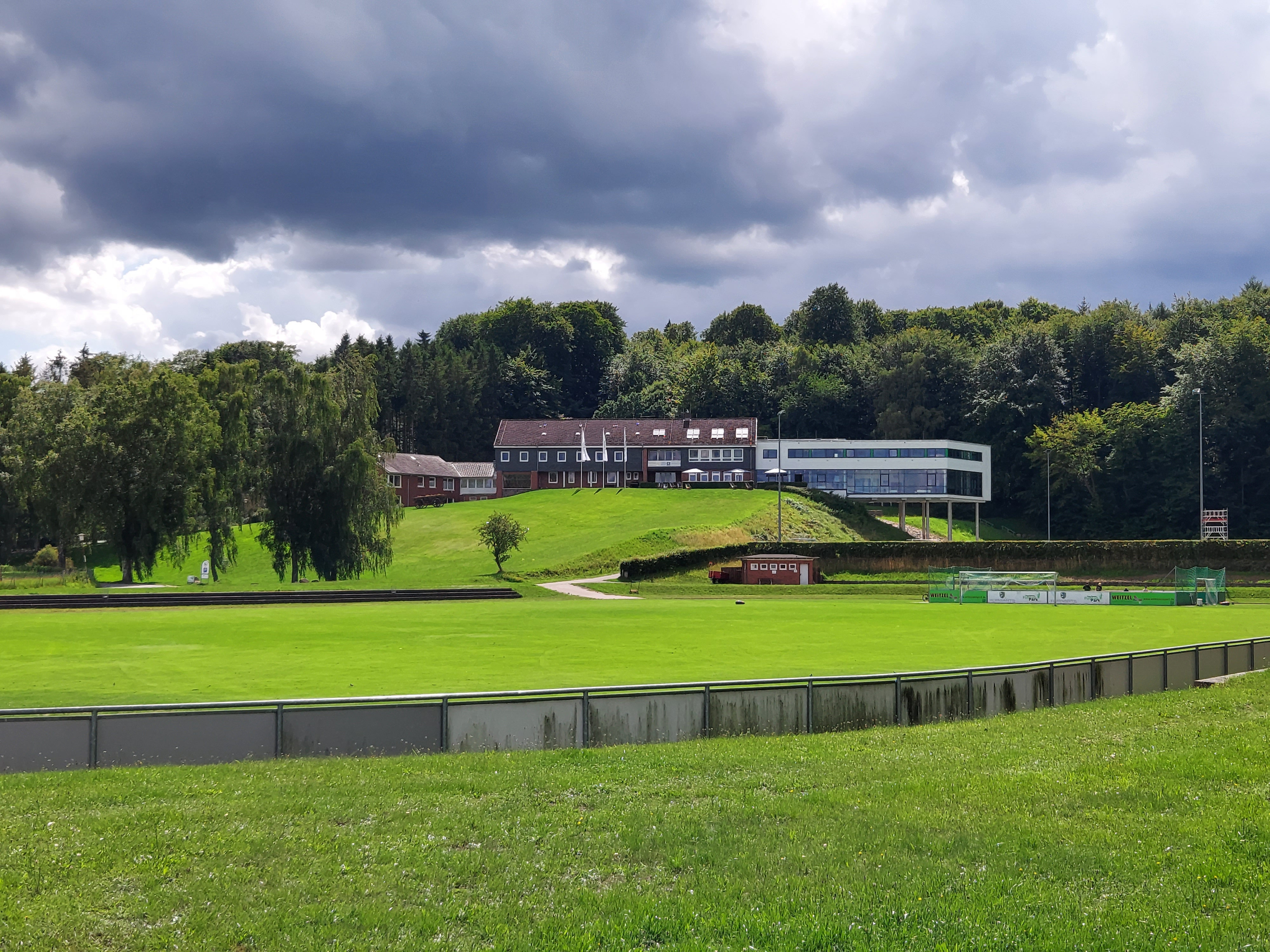
Gebäudekomplex
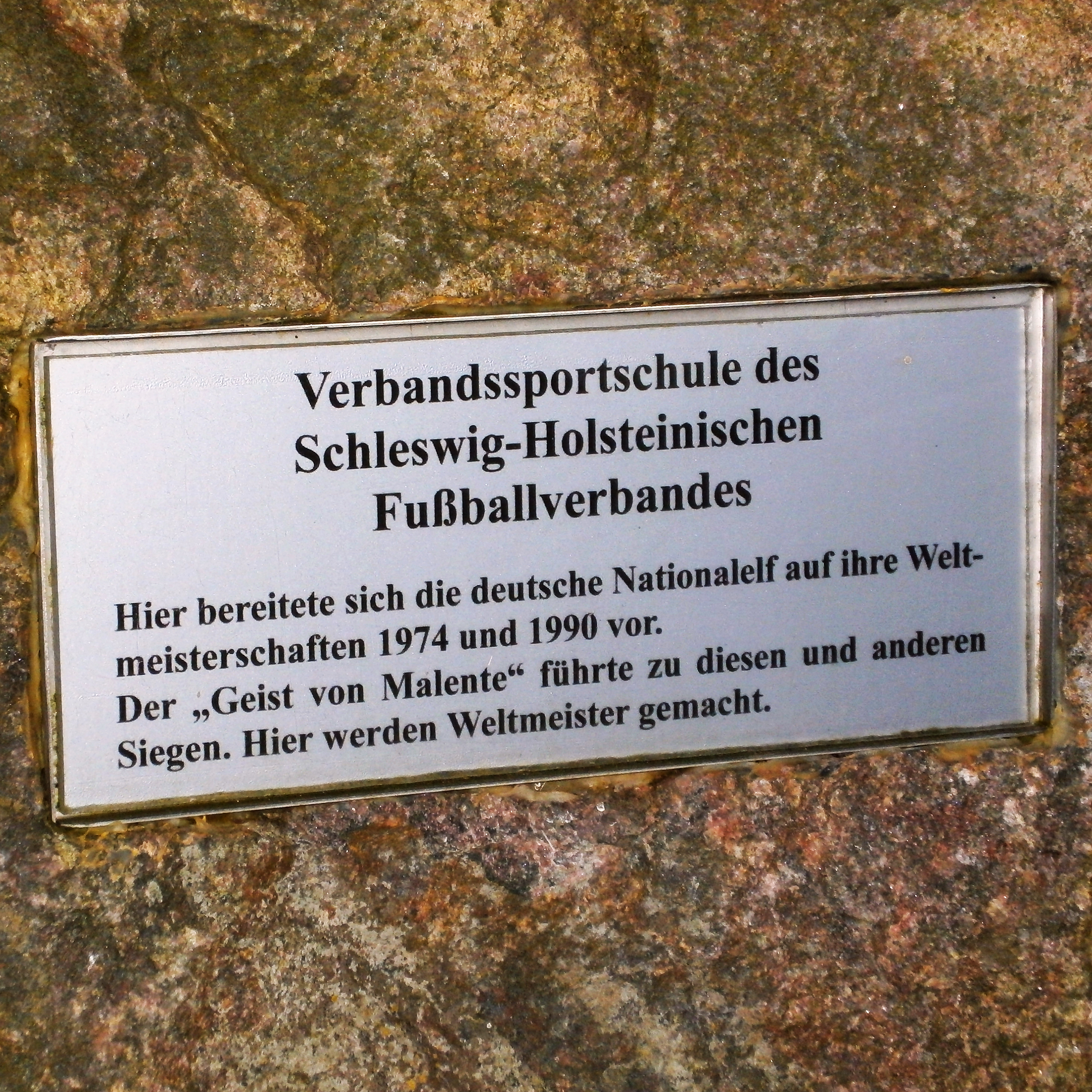
Stein vor der Sportschule Malente

## Sonstiges
Die Sportschule Malente gehört zu den von dem Magazin 11 Freunde gekürten „99 Orten, die Fußballfans gesehen haben müssen“.